# Domsühl
Domsühl ist eine Gemeinde im Landkreis Ludwigslust-Parchim in Mecklenburg-Vorpommern (Deutschland). Sie wird vom Amt Parchimer Umland mit Sitz im Parchim verwaltet und grenzt direkt an die Stadt Parchim.

## Geografie
Domsühl liegt in einer flachen Ebene ohne größere Erhebungen, deren höchste erreichen knapp 78 m ü. NHN. Größere Fließgewässer sind der Schlievener Bach und der Raduhner Bach. Im Gemeindegebiet befinden sich mehrere Waldgebiete, deren größtes die Domsühler Tannen sind. Die Gemeinde befindet sich rund acht Kilometer nordwestlich von Parchim und etwa 13 Kilometer südöstlich von Crivitz.
Ortsteile der Gemeinde sind Alt Damerow, Bergrade Dorf, Bergrade Hof, Domsühl, Schlieven, Severin und Zieslübbe.

## Geschichte
Alt Damerow: Die Fachwerkkirche stammt vom 18. Jahrhundert; ein Niederdeutsches Hallenhaus (Hof VIII) wurde in der zweiten Hälfte des 17. Jahrhunderts errichtet (Dehio). Der Ort wurde am 1. Juli 1950 eingemeindet.
Domsühl wurde am 21. September 1312 als Domptzuel oder Dametzule erstmals erwähnt.  Der Name leitet sich vom altslawischen Wort dąbŭ für Eiche ab. Vermutlich wurden erst Häuser um einen Kranz alter Eichen gebaut.
Die Dorfkirche, ein kleines flachgedecktes Bauwerk aus Feld- und Backstein stammt wohl vom 15. Jahrhundert.
Am 1. Januar 1951 wurde die bisher eigenständige Gemeinde Schlieven eingegliedert.
Severin wurde 1264 erstmals als Ceberin (sebrŭ für Bauer, also Bauerndorf) urkundlich erwähnt. Der Name To der Sliven (= Pflaumenort) ist seit vor 1300 überliefert. Die Kapelle zu Schlieven, 1593 erwähnt, wurde 1872 abgebrochen. Die neugotische Backstein-/Feldsteinkirche stammt von 1872. Das Gut hatte viele Besitzer u. a. die Familien von Brüsewitz (um 1309), Kloster Dobbertin, von Grabow, von der Lühe, von Quitzow (ab 1746) und zuletzt Günther Quandt. Das Gutshaus der Neorenaissance stammt aus den 1880er Jahren; es war nach 1945  Flüchtlingsunterkunft, Wohnhaus und bis 1996 Bildungseinrichtung. Severin wurde am 25. Mai 2014 nach Domsühl eingemeindet.
Zieslübbe wurde 1308 erstmals erwähnt. Die Feldsteinkirche stammt vom späten 15. Jahrhundert (Dehio). Der Ort wurde am 1. Juli 1950 eingemeindet.

## Politik

### Gemeindevertretung und Bürgermeister
Der Gemeinderat besteht (inkl. Bürgermeister) aus 11 Mitgliedern. Die Wahl zum Gemeinderat am 26. Mai 2019 hatte folgende Ergebnisse:
| Partei/Bewerber                  | Prozent | Sitze |
| -------------------------------- | ------- | ----- |
| Freie Wählergemeinschaft Domsühl | 20,21   | 2     |
| Severin – unser schönes Dorf     | 18,05   | 2     |
| Freiwillige Feuerwehr Domsühl    | 17,57   | 2     |
| CDU                              | 15,94   | 1     |
| Freiwillige Feuerwehr Zieslübbe  | 10,13   | 1     |
| Die Linke                        | 7,28    | 1     |
| Einzelbewerber Rave              | 6,54    | 1     |

Bürgermeister der Gemeinde ist Hans-Werner Beck, er wurde mit 87,68 % der Stimmen gewählt.

### Wappen, Flagge und Dienstsiegel
Die Gemeinde verfügt über kein amtlich genehmigtes Hoheitszeichen, weder Wappen noch Flagge. Als Dienstsiegel wird das kleine Landessiegel mit dem Wappenbild des Landesteils Mecklenburg geführt. Es zeigt einen hersehenden Stierkopf mit abgerissenem Halsfell und Krone und der Umschrift „• GEMEINDE DOMSÜHL • LANDKREIS LUDWIGSLUST-PARCHIM“.

## Sehenswürdigkeiten
- Mittelalterliche Kirche (Feldsteinbau) Domsühl
- Alter Eichenring im Zentrum von Domsühl
- Agrarhistorisches Museum Pingelhof (Fachhallenhaus) Alt Damerow
- Büdnerei Bergrade
- Mehrere Großsteingräber
- Gedenkstein von 1949 vor einer zu Bergrade Dorf gehörenden Kapelle an der B 321 (ergänzt durch Gedenktafel von 1976) für Häftlinge eines Todesmarsches des KZ Sachsenhausen, die in einer nahe gelegenen Lehmgrube von SS-Männern erschossen wurden

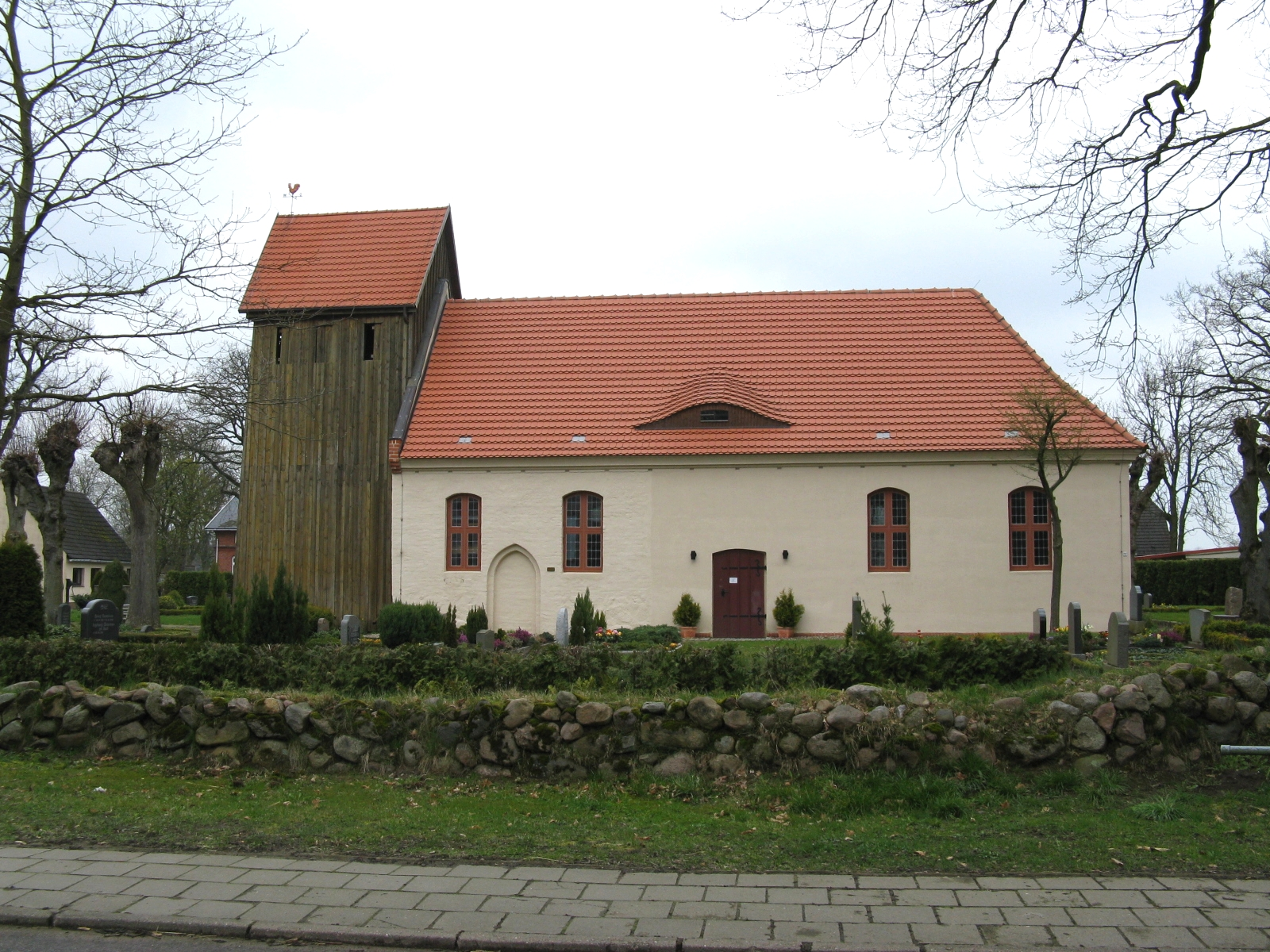
Dorfkirche Domsühl
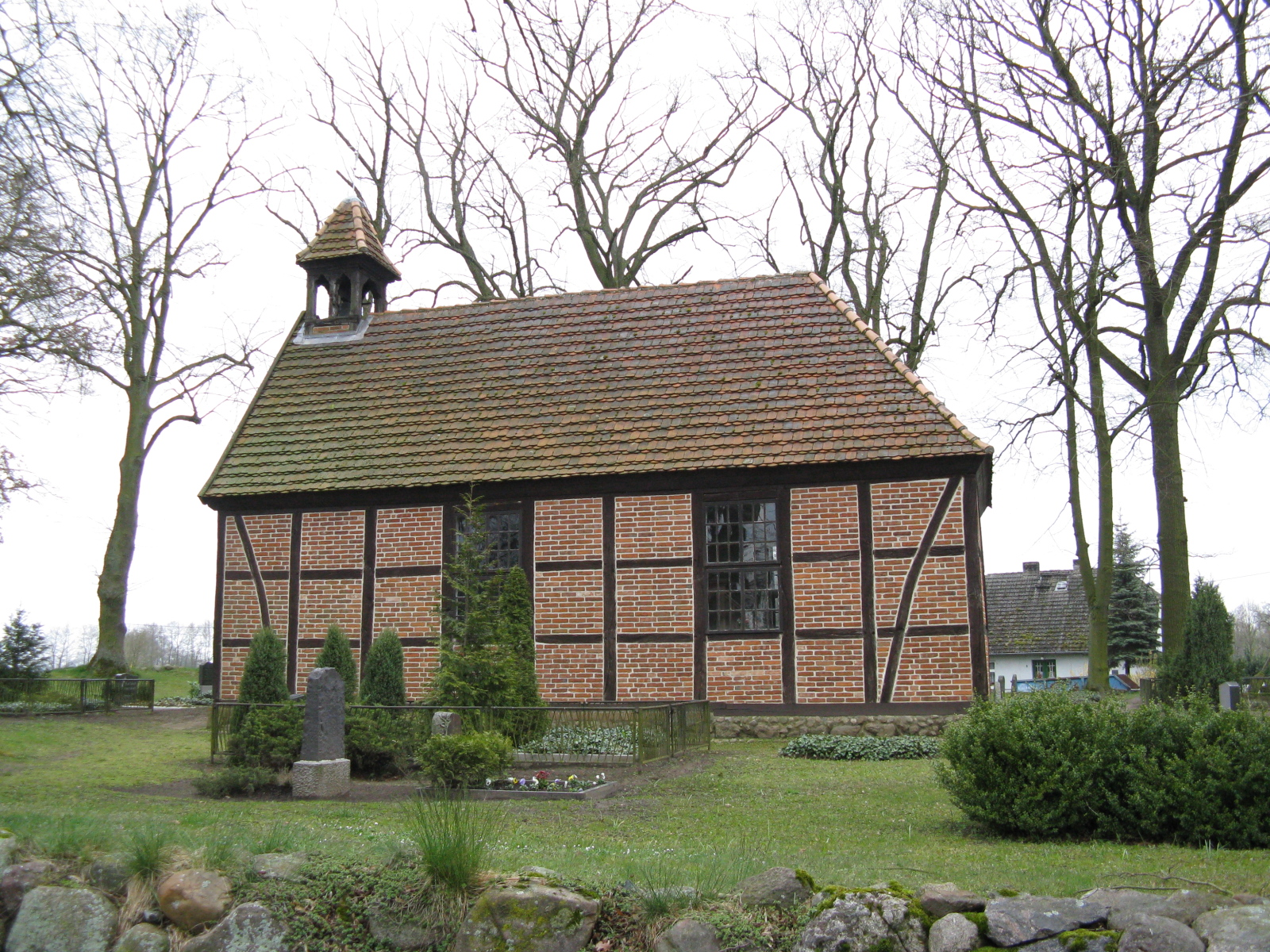
Dorfkirche Alt Damerow
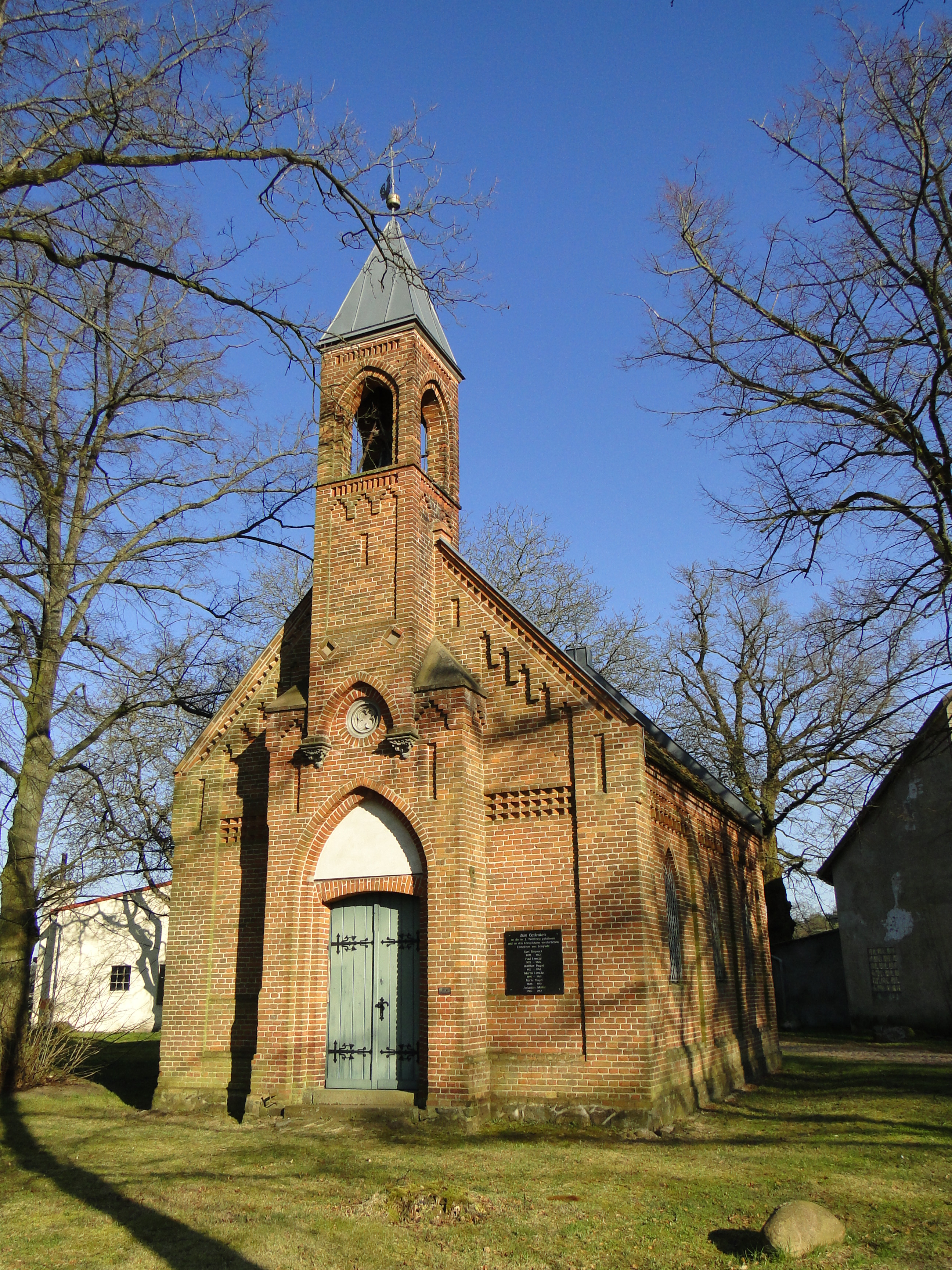
Dorfkirche Bergrade
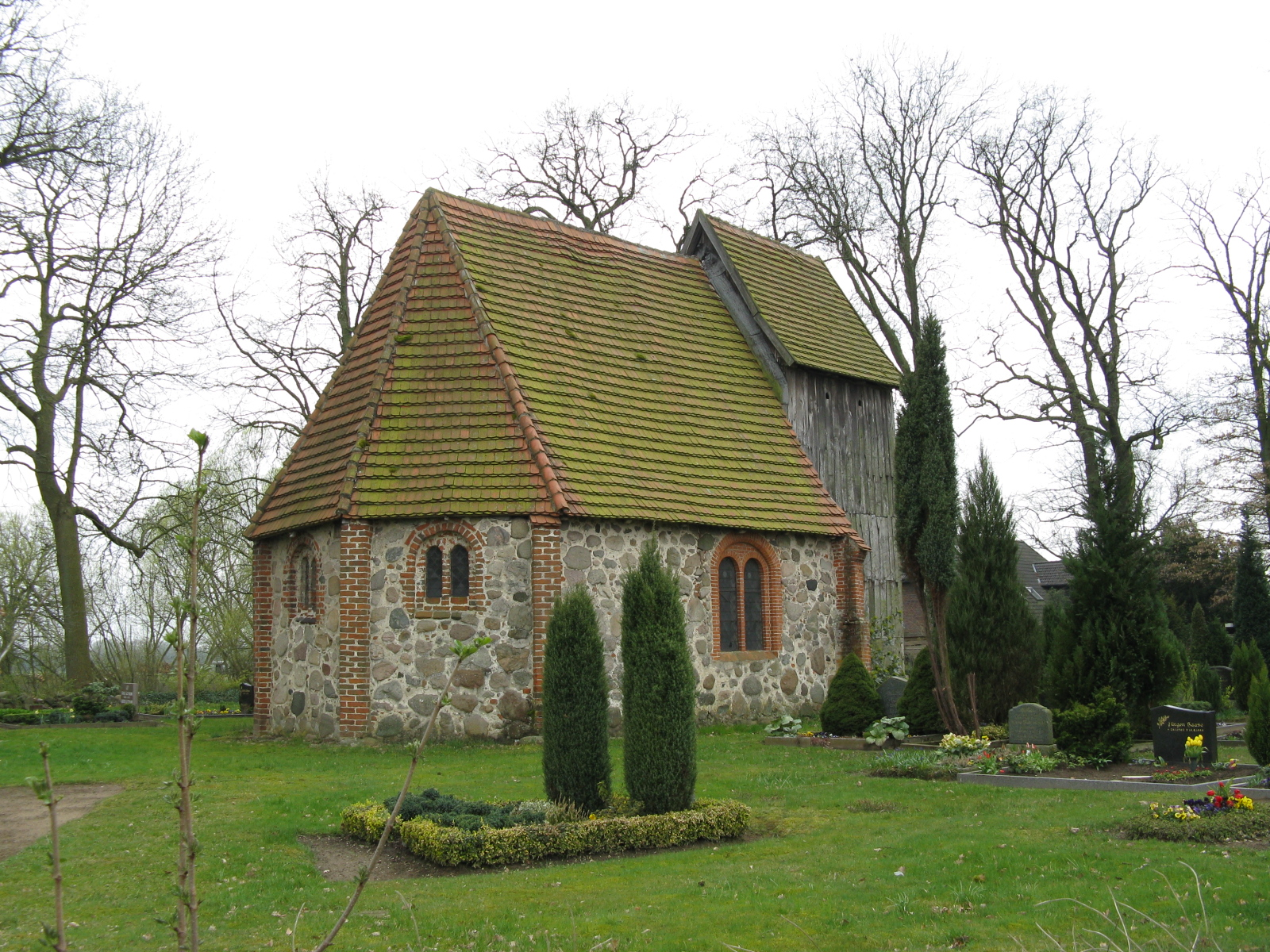
Dorfkirche Zieslübbe
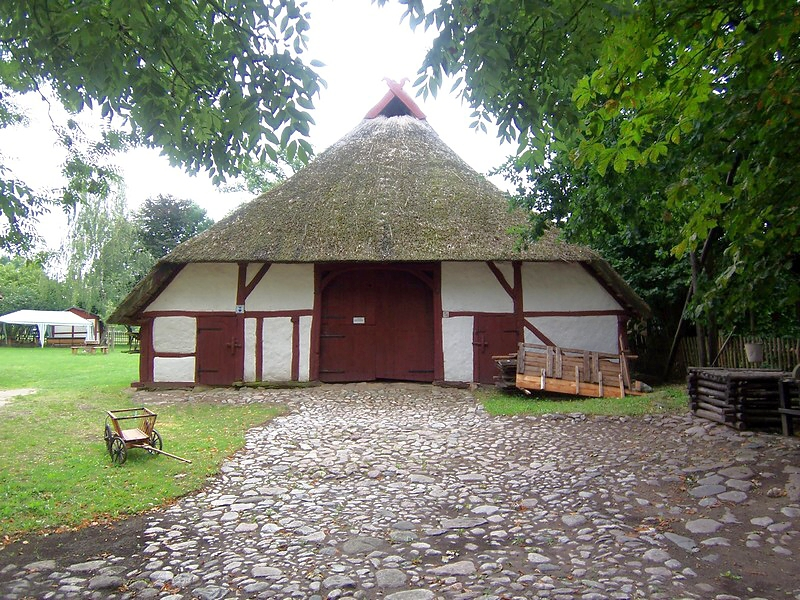
Pingelhof in Alt Damerow
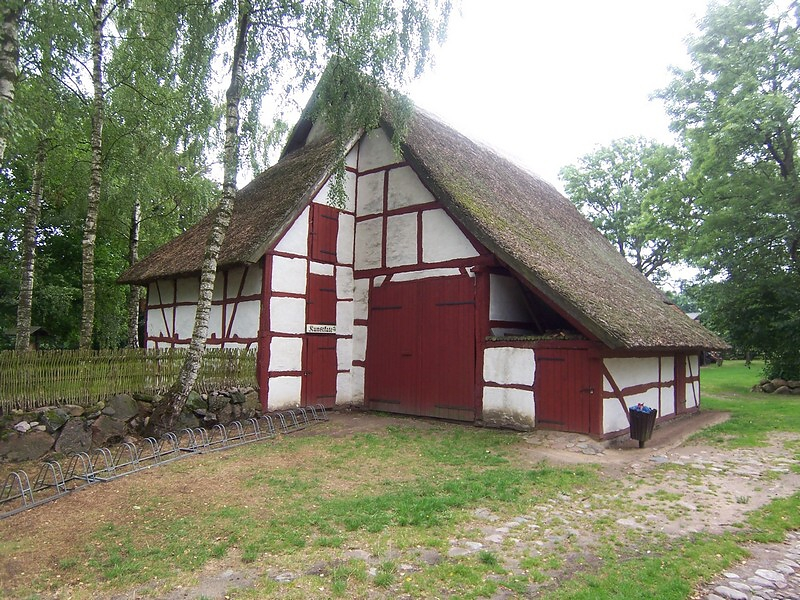
Pingelhof in Alt Damerow

## Verkehr
Die Gemeinde liegt südlich der Bundesstraße 321. Die Bundesautobahn 24 ist über die Anschlussstelle Parchim in rund 19 Kilometern erreichbar. Domsühl besitzt einen Haltepunkt an der Bahnstrecke Schwerin–Parchim. Südöstlich der Gemeinde liegt der Flughafen Schwerin-Parchim.